# Otoño alemán
Otoño alemán (en alemán Deutscher Herbst) es el nombre con el que se conocen los eventos ocurridos en el otoño de 1977, principalmente en la Alemania Occidental y algunos países de Europa, considerándose el mayor incidente criminal y político que ha vivido Alemania desde la Segunda Guerra Mundial, siendo provocado por los grupos armados Fracción del Ejército Rojo (RAF) y por el Frente Popular para la Liberación de Palestina (FPLP).

## Antecedentes

Insignia de la RAF.

La banda Baader-Meinhof, como también se conoce a la RAF, tenía en prisión a los principales cuadros de la denominada "primera generación". Las filas de la organización habían sido diezmadas y estaban decreciendo por las redadas y operativos policiales desplegados por la Policía alemana. En vista de ello, algunos guerrilleros como Siegfried Haag reunieron en torno a sí a los miembros de su grupo, quienes estaban entrenándose en los campos palestinos de Yemén del Sur, con la idea de dar fuerza a la organización impulsando una denominada "segunda generación". A este grupo se unieron numerosos militantes y pacientes del Psiquiátrico de la Universidad de Heidelberg, quienes estaban concentrados en torno al denominado "Colectivo de Pacientes Socialistas" o SPK.
Una vez fortalecidos estos núcleos que no estaban del todo relacionados con la primera generación, empiezan a planificar operaciones de mayor envergadura, tales como el asalto a la Embajada de Alemania en Estocolmo, cuyo único fin era intercambiar a los prisioneros de la RAF por los trabajadores y diplomáticos, operación que resultó un grave fracaso para la Baader-Meinhof. Esta acción estuvo planeada detalladamente por Siegfried Haag, a pesar de no formar parte del Comando "Holger Meins" que la realizó.
Las siguientes operaciones serían secuestros, lo que para la RAF tendría mayor efecto propagandístico y político. En el otoño de 1976, empieza la planificación del secuestro de Hanns Martin Schleyer, pero en noviembre de ese mismo año la policía detiene en Hannover a Haag con los planes para dicha operación, razón por lo cual tiene que suspenderse, pasando el mando de la organización de Haag a Brigitte Mohnhaupt, quien había estado siete meses detenida en Stammheim con Andreas Baader, Gudrun Ensslin, Jan-Carl Raspe y Ulrike Meinhof y contaba con su confianza.
Mohnhaupt decide diferir la operación sobre Schleyer por unos meses, dando prioridad al secuestro de Jürgen Ponto, Presidente del Dresdner Bank, quien era padrino de la guerrillera Susanne Albrecht y por ser conocida podrían acercarse fácilmente al objetivo.

## Desarrollo

### Asesinato de Buback
El 7 de abril de 1977, Siegfried Buback, el fiscal general de Alemania Occidental, fue asesinado a tiros junto a su conductor Wolfgang Göbel y un pasajero, el oficial judicial Georg Wurster, en una emboscada mientras viajaba desde su casa en Neureut al 
Bundesgerichtshof en Karlsruhe.
Cuatro miembros de la RAF, Christian Klar, Knut Folkerts, Günter Sonnenberg y Brigitte Mohnhaupt fueron acusados formalmente y procesados en relación con el asesinato de Buback. En 2007, los exmiembros de la RAF Peter-Jürgen Boock y Verena Becker afirmaron que otro exmiembro de la RAF, Stefan Wisniewski, había disparado el arma que mató a Buback. Se considera que Buback fue la primera víctima del denominado Otoño alemán.

### Secuestro y asesinato de Ponto
La segunda víctima del Otoño alemán fue el banquero alemán Jürgen Ponto. La guerrillera Adelheid Schulz, novia de Christian Klar, también de la RAF, alquiló a su nombre una villa frente a la casa de Ponto en Oberursel. En este lugar pasaron varios meses vigilando a Ponto, sus rutinas, sus costumbres y movimientos. Al enterarse de que éste y su esposa Inés viajarían de vacaciones a Río de Janeiro en Brasil, decidieron realizar el secuestro, para lo cual desplegaron el comando Susanne Albrecht, que iba a la cabeza del mismo con Brigitte Mohnhaupt y Christian Klar, quienes se harían pasar por compañeros de la Universidad de Albrecht para una visita y consulta al Dr. Ponto.
La tarde del 30 de julio de 1977, poco antes de salir de viaje, los guerrilleros se presentaron en la residencia de Ponto, Susanne entregó a la esposa un ramo de rosas rojas y esta los dejó solos en la sala de la casa para que hablaran. Al poco tiempo se escucharon gritos, voces y varios disparos. Se presume que al intentar secuestrarlo, Ponto ofreció resistencia y se enfrentó a los guerrilleros, siendo Mohnhaupt y Klar quienes le dispararon cinco veces al banquero y escaparon del lugar, dejándolo herido de gravedad. Ponto murió poco antes de llegar a una clínica para recibir los primeros auxilios. Susanne Albrecht quedó públicamente reconocida como la persona que entregó a los guerrilleros y facilitó su homicidio. Sin embargo, la RAF publicó un comunicado el 14 de agosto de 1977, por orden de Mohnhaupt, por el cual reivindicaba la acción.

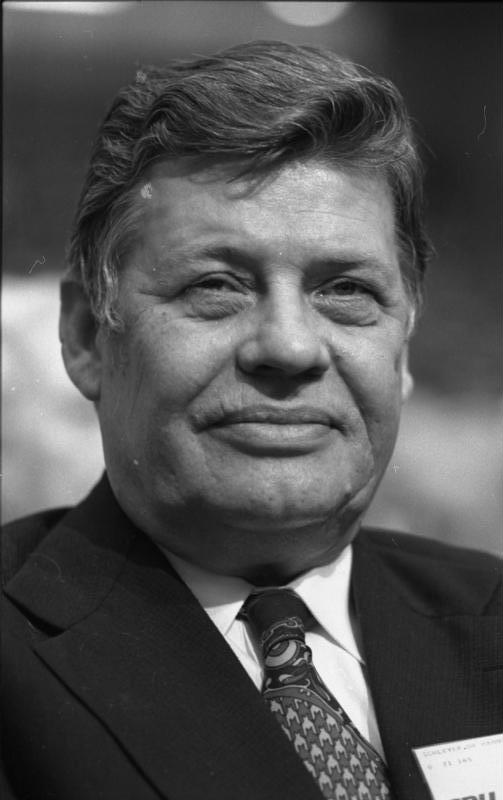
Hanns Martin Schleyer.

### Secuestro y asesinato de Schleyer
El lunes 5 de septiembre de 1977, poco más de un mes después del asesinato del banquero, a quien pensaban intercambiar por presos de la RAF, el Comando "Siegfried Hausner", que tenía casi dos semanas vigilado a Hanns Martin Schleyer, presidente de la Asociación de Industriales Alemanes y de la Federación de Patronos e Industriales de Alemania, procede a secuestrarlo. 
El industrial se trasladaba desde sus oficinas en Colonia hasta su residencia en la Radschdorffstrasse 10. Su automóvil, un Mercedes-Benz 450 SEL, iba conducido por Heinz Marcisz (41 años) y como custodia policial iban los funcionarios Reinhold Brändle (41), Roland Pieler (20) y Helmuth Ulmer (24), inmediatamente detrás en una patrulla de la Policía. 
A las 05:25 p. m., los dos vehículos pasaron de largo la calle donde vivía Schleyer, pues era de sentido contrario para el tránsito y dieron la vuelta a la derecha para rodear la manzana. Al pasar por la Vincenzstrasse, paralela a la Radschdorffstrasse, un vehículo Mercedes, de matrícula K-LZ 589, se atravesó en la calle chocando el vehículo de Schleyer, y la patrulla que venía detrás impactó también al Mercedes del industrial. En la acera izquierda, una mujer conducía un coche de bebé azul: era Sieglinde Hofmann, guerrillera que desenfundó desde el cochecito un fusil apuntando contra la caravana. Al mismo tiempo, Peter-Jürgen Boock, Stefan Wisniewski y Willi-Peter Stoll corrieron con subametralladoras y atacaron a la comitiva matando de múltiples disparos a los escoltas y al chófer de Schleyer, a quien sacaron arrastrado del Mercedes y lo introdujeron en otra camioneta. 
Schleyer fue escondido en un apartamento en Erftstadt en (Liblar) cerca de Colonia. Después fue pasado a través de la frontera con Holanda y posteriormente trasladado a Bruselas, donde estuvo la mayor parte de su cautiverio. Desde el principio, la RAF en sus comunicados estableció que si persistían las averiguaciones sobre el paradero del industrial, lo matarían sin piedad. En el segundo comunicado, los guerrilleros fijan un ultimátum donde piden la libertad e intercambio de Schleyer por: Andreas Baader, Gudrun Ensslin, Jan-Carl Raspe, Verena Becker, Werner Hoppe, Karl-Heinz Dellwo, Hanna Krabbe, Bernd Rössner, Ingrid Schubert, Irmgard Möller y Günter Sonnenberg, quienes debían viajar a un país de su preferencia y recibir 100.000 marcos alemanes cada uno.
De inmediato los prisioneros alemanes son aislados y se les quitan los televisores, restringiéndose además cualquier tipo de comunicación entre ellos y el mundo exterior a la prisión de Stammheim. El Gobierno de la República Federal de Alemania se niega desde un principio a negociar con los guerrilleros y acceder a sus peticiones. A medida que pasan los días, los miembros de la RAF que mantienen recluido a Schleyer van perdiendo la paciencia. Brigitte Mohnhaupt y Peter-Jürgen Boock viajan clandestinamente hacia Bagdad, capital de Irak, donde se entrevistan con miembros del Frente Popular para la Liberación de Palestina (FPLP), quienes están manejando según su conocimiento una operación de secuestro aéreo para obtener fondos en la lucha contra Israel. Mohnhaupt solicita la solidaridad internacional con el FPLP con respecto a la liberación de los guerrilleros presos en Alemania. Los palestinos acceden quedando establecido un compromiso de solidaridad, según el cual la RAF tendrá entonces que atacar objetivos en la lucha contra Israel.

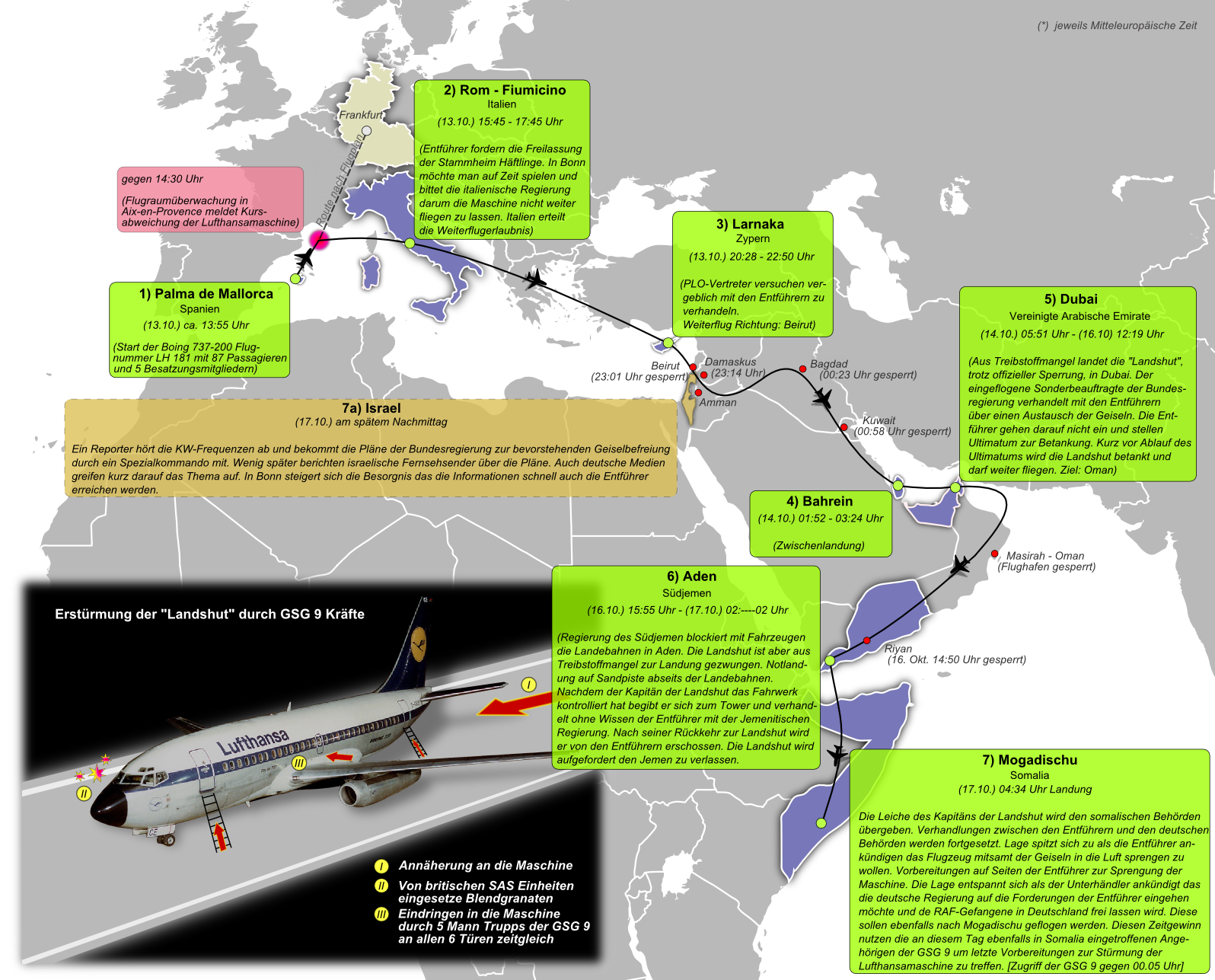
Gráfico con la ruta del Landshut secuestrado por el FPLP.

### Secuestro del avión Landshut
El 13 de octubre de 1977, el comando "Mártir Halimeh" de cuatro miembros del Frente Popular para la Liberación de Palestina (FPLP) bajo la dirección de la organización armada alemana Fracción del Ejército Rojo, secuestra un Boeing 737-200 de la Lufthansa en lo que fue conocido como la operación "Kofre kaddum". El avión, que realizaba el vuelo LH-181 entre Palma de Mallorca y Fráncfort del Meno, después de cinco días de drama con escalas en los aeropuertos de Roma, Lárnaca, Manama, Dubái y Adén aterrizó en Somalia. 
Este comando estaba integrado por los palestinos Zohair Youssef Akache, Hind Alameh, Nabil Harb y Souhaila Andrawes. El comando desde un principio pidió la cantidad de quince millones de dólares y la liberación de los presos políticos de la RAF, ratificando el ultimátum del secuestro de Hanns Martin Schleyer, que era idéntico, indicando que, de no liberar a los guerrilleros de la RAF, ejecutarían a Schleyer el 16 de octubre de 1977, sin dilaciones. Al pedirse la liberación de los miembros de la RAF, el Gobierno del canciller federal Helmut Schmidt sospecha inmediatamente que tras la acción se esconde la propia RAF y se niega a ceder.
Se entablaron negociaciones, aunque solo para posibilitar la operación de rescate. Finalmente el martes 18 de octubre de 1977, a las 12:05 horas de la madrugada, un comando alemán de la fuerza antiterrorista GSG-9 ingresó en el avión en el aeropuerto de Mogadiscio, Somalia, matando a los tres árabes y dejando viva solamente a Souhaila Andrawes, quien herida es detenida de inmediato.

### Final
Al amanecer del día siguiente, tres de los miembros de la RAF encarcelados – Gudrun Ensslin, Jan-Carl Raspe y Andreas Baader – fueron encontrados muertos en sus celdas. La investigación oficial sobre la muerte de los miembros de la RAF concluyó que se habían suicidado: según la investigación oficial, Baader y Raspe se habían suicidado utilizando pistolas que había logrado introducir de contrabando en la prisión de máxima seguridad de Stammheim, a través de su abogado Arndt Müller, mientras que Ensslin se había ahorcado. Irmgard Möller, que también estaba encarcelada como los demás, logró sobrevivir con cuatro heridas de arma blanca en el pecho. Más tarde afirmó que los suicidios eran en realidad ejecuciones extrajudiciales organizadas por el estado alemán. El 12 de noviembre otra militante de la RAF encarcelada en Stammheim, Ingrid Schubert, fue encontrada ahorcada en su celda.
Al conocerse la muerte de la antigua cúpula dirigente, los militantes de la RAF se enfurecen y consideran que se ha tratado de una ejecución extraoficial organizada por el Estado alemán. En consecuencia, deciden vengarse y asesinar inmediatamente a Hanns Martin Schleyer. El cuerpo del industrial es encontrado en Mulhouse por la Policía francesa el 19 de octubre de 1977, con tres disparos, en la maleta de un vehículo Audi, modelo 100.

## Reacción policial
Los partidos políticos alemanes mantuvieron fuertes enfrentamientos durante el otoño alemán. La CDU/CSU acusó a la coalición gobernante social-liberal del SDP y el FDP, liderada por el socialdemócrata Helmut Schmidt (SPD), de ser ideológicamente cercana a los terroristas. La coalición, en cambio, acusó de oportunismo a la oposición y de intentar transformar la República Federal poco menos que en un estado policial.
A pesar—o debido a—estos conflictos la oposición acordó designar a Schmidt como canciller durante la formación del llamado Großer Krisenstab, un gobierno provisional formado al comienzo del secuestro de Schleyer y que involucró a miembros de todos los partidos en el Bundestag. El historiador Wolfgang Kraushaar comparó este gobierno de cuarenta y cinco días con un "estado de excepción no declarado". Una de las consecuencias de esta colaboración entre todos los partidos fue la aprobación de la Kontaktsperre, una ley que permitía que los presos de la RAF no pudiesen tener acceso a periódicos, televisión o radio, y tampoco pudiesen ser visitados por familiares o abogados.

## En la ficción
Sobre el Otoño alemán se hizo una miniserie televisiva escrita por Heinrich Breloer llamada "Todesspiel" («El juego de la muerte»), que proporciona un buen recuento de los hechos, al menos como pueden ser hoy reconstruidos.
Uli Edel realizó la aclamada película "Der Baader Meinhof Komplex", en la cual traza la historia de la RAF desde su inicio hasta el fin del Otoño alemán, lo cual fue considerado por la verdadera RAF como una amarga derrota.